# Reebok
Reebok International Limited (/ˈriːbɒk/) là một thương hiệu quần áo và giày thể thao của Mỹ, là một phần của Authentic Brands Group. Nó được thành lập ở Anh vào năm 1958 với tư cách là công ty đồng hành với J.W. Foster and Sons, một công ty sản xuất đồ thể thao được thành lập vào năm 1895 tại Bolton, Lancashire. Từ năm 1958 đến năm 1986, thương hiệu này đã in hình lá cờ của Vương quốc Anh trong logo của mình để biểu thị nguồn gốc của công ty. Nó được mua bởi công ty đồ thể thao của Đức Adidas vào năm 2005, sau đó được bán cho Authentic Brands Group có trụ sở tại Hoa Kỳ vào năm 2021. Trụ sở chính toàn cầu của công ty được đặt tại Boston, Massachusetts, ở Seaport District.

## Lịch sử

### Những năm đầu
Năm 1895, tại Bolton, Anh, một chàng trai 14 tuổi tên Joseph William Foster đã bắt đầu sự nghiệp của mình trong một căn phòng ngủ nhỏ trên cửa hàng kẹo của cha. Nơi đây, Joseph đã thai nghén và thiết kế những đôi giày chạy bộ có gai đầu tiên trên thế giới. Ý tưởng táo bạo này nhanh chóng được phát triển và chỉ 5 năm sau, vào năm 1900, Joseph thành lập công ty J.W. Foster. Về sau, ông cùng các con trai tiếp tục phát triển công ty và đổi tên thành J.W. Foster and Sons. Dưới sự dẫn dắt của Joseph, J.W. Foster and Sons dần trở nên nổi tiếng trong giới vận động viên với sản phẩm "running pumps" - một loại giày chạy bộ cải tiến. Nổi tiếng nhất là nhà vô địch Olympic 100m Harold Abrahams đã sử dụng "running pumps" trong Thế vận hội Mùa hè 1924 tại Paris.
Năm 1958, tại Bolton, hai anh em Jeff và Joe Foster, cháu trai của nhà sáng lập công ty J.W. Foster and Sons, đã thành lập thương hiệu "Reebok". Reebok bắt nguồn từ tiếng Afrikaans, mang ý nghĩa là "linh dương xám", một loài linh dương đặc trưng của Châu Phi.
Năm 1979, tại Triển lãm Đồ thể thao Quốc gia Chicago (NSGA), doanh nhân người Mỹ Paul Fireman đã nhận ra tiềm năng to lớn của thương hiệu Reebok. Lúc này, Fireman đang là giám đốc điều hành của Boston Camping, doanh nghiệp gia đình ông. Nhận thấy cơ hội phát triển, Fireman đã nhanh chóng bắt tay vào thương lượng thỏa thuận cấp phép và phân phối Reebok tại thị trường Hoa Kỳ. Dưới sự dẫn dắt của Fireman, Reebok USA Ltd. ra đời. Chỉ trong năm đầu tiên, Reebok đã giới thiệu ba mẫu giày mới với mức giá 60 USD và đạt doanh thu hơn 1,5 triệu USD vào năm 1981.

### Thập niên 1980–1990
Vào năm 1982, Reebok ra mắt của giày thể dục nhịp điệu Reebok Freestyle, sản phẩm tiên phong được thiết kế riêng cho phụ nữ. Đây là bước ngoặt quan trọng, đưa doanh thu của công ty tăng vọt lên 13 triệu đô la chỉ trong năm 1983. Nắm bắt thời cơ, doanh nhân Paul Fireman đã mua lại công ty mẹ của Reebok tại Anh vào năm 1984. Một năm sau, Reebok chính thức trở thành công ty Mỹ và niêm yết cổ phiếu lần đầu trên Sở giao dịch chứng khoán New York với mã RBK. Đồng thời, công ty cũng đổi tên thành Reebok International Limited.
Reebok khẳng định vị thế trong làng quần vợt chuyên nghiệp bằng các mẫu giày Newport Classic và Revenge Plus (còn gọi là Club C). Boris Becker và John McEnroe là những vận động viên nổi tiếng ưa chuộng hai mẫu giày này. Từ giữa đến cuối thập niên 1980, Reebok mở rộng sang lĩnh vực chạy bộ và bóng rổ. Bước tiến này đánh dấu sự tham gia của công ty vào phân khúc quan trọng nhất của ngành giày thể thao thời bấy giờ. Năm 1989, Reebok ra mắt công nghệ Pump mang tính biểu tượng. Hơn 100 vận động viên chuyên nghiệp, bao gồm cả Shaquille O'Neal, đã sử dụng giày Pump chỉ sau 3 năm. Điều này góp phần khẳng định vị thế của Reebok trên thị trường giày thể thao.
Năm 1986, Reebok thay đổi logo ban đầu của hãng. Logo cũ là hình ảnh lá cờ Vương quốc Anh, được sử dụng từ khi thành lập và xuất hiện trên các mẫu giày Reebok Classic. Logo mới là dạng vector, mô phỏng một vệt cờ Liên minh trừu tượng trên đường đua, lấy cảm hứng từ thiết kế bên hông giày của hãng. Việc chuyển đổi logo năm 1986 đánh dấu sự chuyển mình của Reebok thành một thương hiệu biểu diễn. Cùng năm đó, công ty bắt đầu cấp phép cho các vận động viên chuyên nghiệp ở NBA và NFL, khẳng định vị thế của Reebok trong ngành thể thao chuyên nghiệp. Bên cạnh việc sản xuất giày thể thao, Reebok còn phát triển sang lĩnh vực quần áo và phụ kiện thể thao. Cũng trong giai đoạn này, hãng giới thiệu dòng giày dành cho trẻ em mang tên Weeboks. Năm 1986, Reebok mua lại Rockport với giá 118,5 triệu USD. Nhờ những chiến lược phát triển hiệu quả, doanh thu của Reebok đạt khoảng 1 tỷ USD vào giữa thập niên 1980, vượt qua Nike, Inc. và trở thành nhà sản xuất giày thể thao lớn nhất tại Mỹ. Tuy nhiên, vị trí dẫn đầu này đã bị Nike lấy lại vào năm 1988.
Hợp tác với chuyên gia thể dục Gin Miller vào cuối thập niên 1980, Reebok đã phát triển Step Reebok. Sản phẩm này dựa trên bậc thang nguyên mẫu bằng gỗ của Miller và ý tưởng của bà về môn thể dục nhịp điệu. Hiệu quả của Step đã được kiểm chứng thông qua các thử nghiệm sinh lý học do Tiến sĩ Lorna và Peter Francis thực hiện tại Đại học bang San Diego. Tháng 8 năm 1989, Reebok Step chính thức ra mắt. Sản phẩm được làm bằng nhựa đúc bởi Sports Step of Atlanta và có logo Reebok trên đó. Đến tháng 3 năm 1990, các lớp thể dục nhịp điệu sử dụng Step đã thu hút sự chú ý của giới truyền thông. Gin Miller đóng vai trò quan trọng trong việc quảng bá Reebok Step. Bà đi lưu diễn khắp nước Mỹ, trình diễn sản phẩm này tại các phòng tập thể dục và thu hút sự chú ý của đông đảo người tập. Nhờ đó, môn thể dục nhịp điệu dạng bước trở nên phổ biến rộng rãi, giúp Reebok bán được hàng nghìn thiết bị Step có thể điều chỉnh độ cao và hàng triệu đôi giày cao cổ hỗ trợ mắt cá chân. Theo thống kê, vào năm 1995, phong trào thể dục nhịp điệu bước đạt đỉnh cao với 11,4 triệu người tham gia tập luyện.
Năm 1998, Reebok bổ nhiệm Carl Yankowski vào vị trí chủ tịch và giám đốc điều hành (CEO) của thương hiệu, thay thế cho cựu chủ tịch Robert Meers. Tuy nhiên, Yankowski chỉ giữ vị trí này trong một năm trước khi từ chức để nhận một vị trí điều hành tại công ty khác. Sau đó, Paul Fireman, Chủ tịch kiêm CEO của Reebok, đã đảm nhận lại vị trí chủ tịch sau 12 năm.

### Thập niên 2000

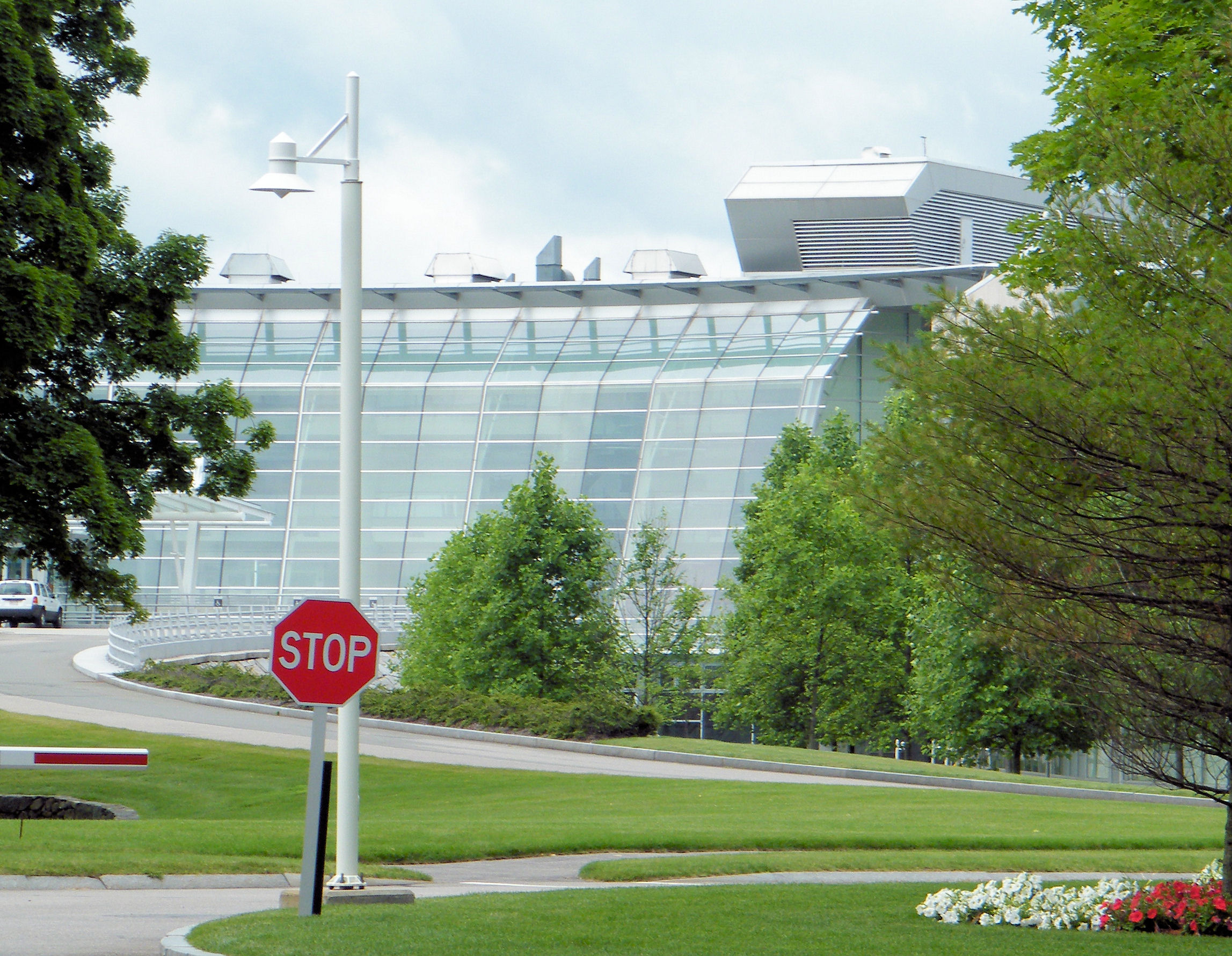
Trụ sở cũ của Reebok ở Canton, Massachusetts, Mỹ

Năm 2001, Reebok hợp tác với Tập đoàn Arnell và chọn Peter Arnell làm đại lý tiếp thị chính. Arnell đã tạo ra một số chiến dịch quảng cáo thành công cho Reebok, bao gồm loạt quảng cáo Terry Tate nổi tiếng. Ngoài ra, tập đoàn này cũng góp phần phát triển dòng sản phẩm gắn liền với cầu thủ Diêu Minh và thương hiệu Rbk theo định hướng thời trang. Tháng 12 năm 2003, Jay Margolis được bổ nhiệm làm Chủ tịch và Giám đốc vận hành (COO) của Reebok. Sau khi khai trương các cửa hàng bán lẻ hàng đầu tại Trung Quốc, Dhaka, London, Los Angeles, New York, Philadelphia và Tokyo, Margolis từ chức vào tháng 10 năm 2004. Sau khi ký kết thỏa thuận lao động dài hạn mới với Hội đồng quản trị, Paul Fireman một lần nữa đảm nhận vị trí Chủ tịch. Năm 2016, Reebok thông báo kế hoạch chuyển trụ sở chính toàn cầu từ Canton, Massachusetts đến Boston, Massachusetts. Việc chuyển đổi này đi kèm với dự kiến sa thải khoảng 300 nhân viên.
Năm 2004, Reebok mua lại CCM, nhà tài trợ chính thức của National Hockey League (NHL). Sau thương vụ này, Reebok bắt đầu sản xuất dụng cụ khúc côn cầu trên băng dưới cả hai thương hiệu CCM và Reebok. Tên CCM được loại bỏ khỏi áo đấu chính hãng và hàng nhái của NHL vào năm 2005, thay thế bằng logo Reebok. Đến năm 2007, CCM đổi tên thành Reebok-CCM Hockey. Sau năm 2015, Reebok chuyển phần lớn dòng sản phẩm dụng cụ khúc côn cầu sang thương hiệu CCM. Cuối cùng, vào năm 2017, Adidas bán CCM cho công ty cổ phần tư nhân Canada, Birch Hill Equity Partners với giá khoảng 110 triệu USD.

### Quyền sở hữu của Adidas
Sau một vụ kiện về quyền sở hữu trí tuệ vào tháng 8 năm 2005, Adidas đã mua lại Reebok và biến công ty này thành một công ty con. Tuy nhiên, Reebok vẫn tiếp tục hoạt động dưới tên thương hiệu riêng của mình. Adidas đã mua lại toàn bộ cổ phiếu đang lưu hành của Reebok, hoàn tất thương vụ trị giá 3,8 tỷ USD. Sau khi mua lại, Adidas đã thay thế Reebok trở thành nhà cung cấp đồng phục chính thức cho giải bóng rổ nhà nghề Mỹ (NBA) vào năm 2006, với bản hợp đồng kéo dài 11 năm.
Tháng 1 năm 2006, Reebok bổ nhiệm Paul Harrington làm chủ tịch và giám đốc điều hành (CEO) của công ty, thay thế Paul Fireman, người đã giữ chức chủ tịch từ năm 2004. Harrington gia nhập Reebok vào năm 1994 và từng giữ chức Phó chủ tịch cấp cao phụ trách hoạt động toàn cầu và Giám đốc chuỗi cung ứng trước khi được thăng chức.

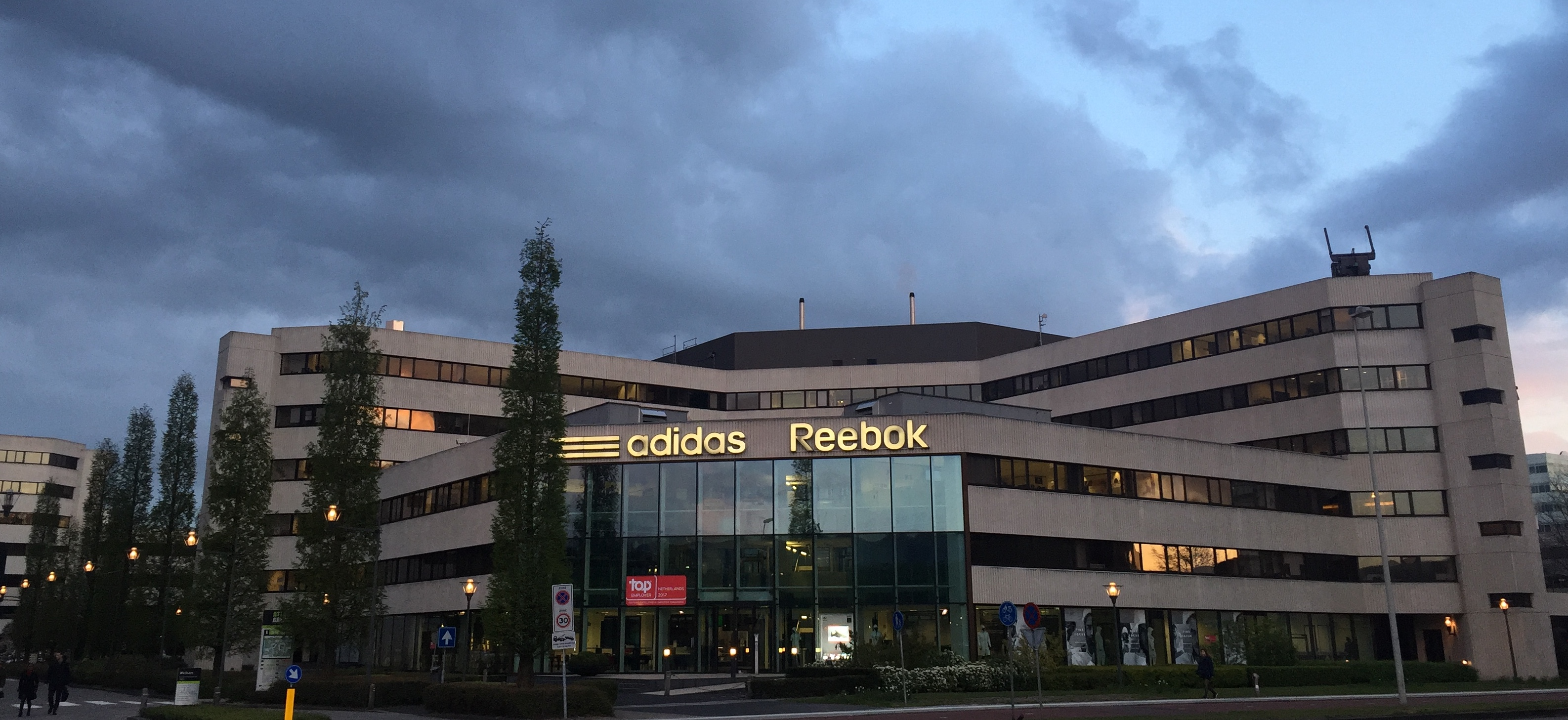
Trụ sở Adidas Reebok khu vực châu Âu đặt tại Amsterdam (năm 2017)

Năm 2010 đánh dấu bước ngoặt quan trọng khi Reebok bắt tay hợp tác với CrossFit, một công ty thể hình và môn thể thao cạnh tranh đang ngày càng phổ biến. Hợp tác này mở ra nhiều cơ hội mới cho cả hai bên, bao gồm tài trợ cho giải đấu CrossFit Games danh giá, mở studio CrossFit chuyên nghiệp, và giới thiệu dòng sản phẩm đồng thương hiệu vào mùa Thu năm 2011. Năm 2011, Reebok tiếp tục khẳng định vị thế tiên phong trong lĩnh vực thể hình bằng việc ra mắt biểu tượng đồng bằng CrossFit trên dòng trang phục thể thao của thương hiệu. Tuy nhiên, Reebok cũng dần mất đi hợp đồng sản xuất đồ thể thao cho các đội chuyên nghiệp và đại học, hợp đồng cuối cùng với NHL kết thúc vào năm 2017. Nhận thức được điều này, Reebok quyết định tái định vị thương hiệu, hướng đến thị trường thể hình đầy tiềm năng, lấy lại vị thế thống trị như những năm 1980 và đầu 1990.
Năm 2013, Reebok công bố hợp tác với Les Mills International, một công ty chuyên về các chương trình thể thao. Thỏa thuận này cho phép Reebok kết hợp giày dép và quần áo của mình vào các chương trình đào tạo cũng như chiến lược marketing của Les Mills. Đến tháng 7 năm 2013, biểu tượng tam giác màu đỏ bắt đầu xuất hiện trong các bộ sưu tập thể hình của Reebok. Thương hiệu cũng tuyên bố loại bỏ dần biểu tượng vector đã gắn bó lâu năm và thay thế bằng biểu tượng tam giác – đây là bước thay đổi logo lần thứ hai trong suốt lịch sử hơn 120 năm của công ty. Biểu tượng tam giác đại diện cho ba trụ cột của sự thay đổi tích cực về cả tinh thần, thể chất và xã hội. Đây là hướng đi phù hợp với định vị mới của Reebok, tập trung phát triển lĩnh vực thể hình với các bộ môn như yoga, khiêu vũ, thể dục nhịp điệu và CrossFit.
Tháng 11 năm 2019, Reebok công bố việc sử dụng lại logo vector từ năm 1992 cùng với font chữ "Reebok" gốc (kiểu chữ Motter Tektura) làm nhận diện thương hiệu cốt lõi. Quyết định này được đưa ra sau thành công của việc tái bản nhiều dòng sản phẩm nổi tiếng từ đầu đến giữa thập niên 90. Reebok nhận thấy người tiêu dùng vẫn dành sự ưu ái cho những biểu tượng truyền thống hơn logo tam giác màu đỏ. Tuy nhiên, logo tam giác vẫn sẽ được duy trì trên một số dòng sản phẩm thể hình của hãng.

### Quyền sở hữu của Tập đoàn Authentic Brands
Tháng 2 năm 2021, Adidas thông báo kế hoạch thoái vốn khỏi Reebok sau khi tiến hành đánh giá các lựa chọn chiến lược. Việc thoái vốn dự kiến sẽ mang lại lợi nhuận hoạt động khoảng 250 triệu euro cho Adidas thông qua chi phí bán hoặc tách doanh nghiệp. Tháng 7 năm 2021, Adidas công bố danh sách rút gọn các nhà thầu cho thương hiệu Reebok. Hai ứng cử viên cuối cùng là Wolverine World Wide và Authentic Brands Group. Các công ty cổ phần tư nhân Advent International, CVC, Cerberus Capital và Sycamore Partners cũng tham gia vào quá trình đấu thầu, nhưng không được chọn vào vòng chung kết. Hạn chót để các nhà thầu đưa ra đề xuất cuối cùng là tháng 8 năm 2021. Ngày 12 tháng 8 năm 2021, Authentic Brands Group (ABG) thông báo đã mua lại thương hiệu Reebok từ Adidas với giá tối thiểu 2,5 tỷ USD. Thương vụ mua bán này được hoàn tất vào ngày 1 tháng 3 năm 2022.

## Sự thay đổi logo
- 1958–1977
- 1977–1993 Cùng với lá cờ của Vương quốc Anh, trên các mẫu Reebok Classic
- 1993–1997
- 1997–2000
- 2000–2005
- 2005–2008
- 2008–2014
- 2014–2019
- 2019–2022
- 2022–nay

## Văn phòng
Trụ sở chính toàn cầu của Reebok được đặt tại Boston, Massachusetts, tại Seaport District. Ở các quốc gia EMEA, Authentic Brands Group đang hợp tác với Bounty Apparel ở Nam Phi, Al Boom Marine ở Trung Đông và Bắc Phi, và Flo Magazacilik ở Thổ Nhĩ Kỳ để phát triển kinh doanh.

## Công việc từ thiện
Quỹ Reebok điều hành chương trình "Build Our Kids' Success" (BOKS) nhằm cung cấp cho học sinh Hoa Kỳ các hoạt động thể chất trước ngày học. Reebok tài trợ cho chương trình bằng các khoản tài trợ trực tiếp và bằng cách đóng góp phần trăm doanh số bán giày.